# Аеродром Абу Даби
Међународни аеродром Абу Даби (арап. مطار أبو ظبي الدولي; IATA: AUH, ICAO: OMAA) је аеродром која опслужује Абу Даби, главни град Уједињених Арапских Емирата. Аеродром спад ау највеће на Блиском истоку, али је ипак други по значају у држави, иза Аеродрома у Дубаију.
Последњих година Међународни аеродром Абу Даби бележи нагли пораст обима путничког саобраћаја - 2017. године кроз аеродром је прошло преко 24 милиона путника.
Аеродром је седиште и авио-чвориште за „Итихад ервејз”, као и његову подружницу „Итихад карго”.